# Govern de les Illes Balears 2011-2015
El Govern de les Illes Balears de la vuitena legislatura (2011-2015) fou un govern monocolor del Partit Popular que comptà amb el beneplàcit de la majoria absoluta del Parlament de les Illes Balears, concretament dels 35 diputats que el partit conservador va obtenir a les eleccions autonòmiques de 2011. Aquest executiu va prendre possessió dels càrrecs el 21 de juny de 2011.

## Composicions
| President: José Ramón Bauzá (PP) |

| Departament                                                 | Titulars                        | Titulars                        | Titulars                        | Titulars                      | Titulars                      | Titulars                      |
| ----------------------------------------------------------- | ------------------------------- | ------------------------------- | ------------------------------- | ----------------------------- | ----------------------------- | ----------------------------- |
| Departament                                                 | 7 de setembre de 2011           | 7 de juliol de 2012             | 24 d'octubre de 2012            | 2 de maig de 2013             | 27 de desembre de 2013        | 26 de setembre de 2014        |
| Presidència                                                 | Antonio Gómez Pérez (PP)        | Antonio Gómez Pérez (PP)        | Antonio Gómez Pérez (PP)        |                               |                               |                               |
| Vicepresidència i Presidència                               |                                 |                                 |                                 | Antonio Gómez Pérez (PP)      | Antonio Gómez Pérez (PP)      | Antonio Gómez Pérez (PP)      |
| Vicepresidència i Economia, Promoció Empresarial i Ocupació | Josep Ignasi Aguiló Fuster (PP) | Josep Ignasi Aguiló Fuster (PP) | Josep Ignasi Aguiló Fuster (PP) |                               |                               |                               |
| Economia i Competitivitat                                   |                                 |                                 |                                 | Joaquín García Martínez (PP)  | Joaquín García Martínez (PP)  | Joaquín García Martínez (PP)  |
| Hisenda i Pressupostos                                      |                                 |                                 |                                 | José Vicente Marí Bosó (PP)   | José Vicente Marí Bosó (PP)   | José Vicente Marí Bosó (PP)   |
| Turisme i Esports                                           | Carlos Delgado Truyols (PP)     | Carlos Delgado Truyols (PP)     | Carlos Delgado Truyols (PP)     | Carlos Delgado Truyols (PP)   | Jaime Martínez Llabrés (PP)   | Jaime Martínez Llabrés (PP)   |
| Agricultura, Medi Ambient i Territori                       | Gabriel Company Bauzá (PP)      | Gabriel Company Bauzá (PP)      | Gabriel Company Bauzá (PP)      | Gabriel Company Bauzá (PP)    | Gabriel Company Bauzá (PP)    | Gabriel Company Bauzá (PP)    |
| Educació, Cultura i Universitat                             | Rafel Àngel Bosch i Sans (PP)   | Rafel Àngel Bosch i Sans (PP)   | Rafel Àngel Bosch i Sans (PP)   | Joana Maria Camps Bosch (PP)  | Joana Maria Camps Bosch (PP)  | Núria Riera Martos (PP)       |
| Salut                                                       | Carmen Castro Gandasegui (PP)   | Antoni Mesquida Ferrando (PP)   | Martí Sansaloní Oliver (PP)     | Martí Sansaloní Oliver (PP)   | Martí Sansaloní Oliver (PP)   | Martí Sansaloní Oliver (PP)   |
| Administracions Públiques                                   | José Simón Gornés Hachero (PP)  | José Simón Gornés Hachero (PP)  | José Simón Gornés Hachero (PP)  | Núria Riera Martos (PP)       | Núria Riera Martos (PP)       | Juan Manuel Lafuente Mir (PP) |
| Família i Serveis Socials                                   |                                 |                                 |                                 | Sandra Fernández Herranz (PP) | Sandra Fernández Herranz (PP) | Sandra Fernández Herranz (PP) |